# ボストンマラソン爆弾テロ事件
ボストンマラソン爆弾テロ事件（ボストンマラソン ばくだんテロじけん）は、アメリカ合衆国のマサチューセッツ州ボストンにて、第117回ボストンマラソンの競技中であった2013年4月15日14時45分頃（現地時間。日本時間16日3時45分）に発生した爆弾テロ事件である。

## 概要

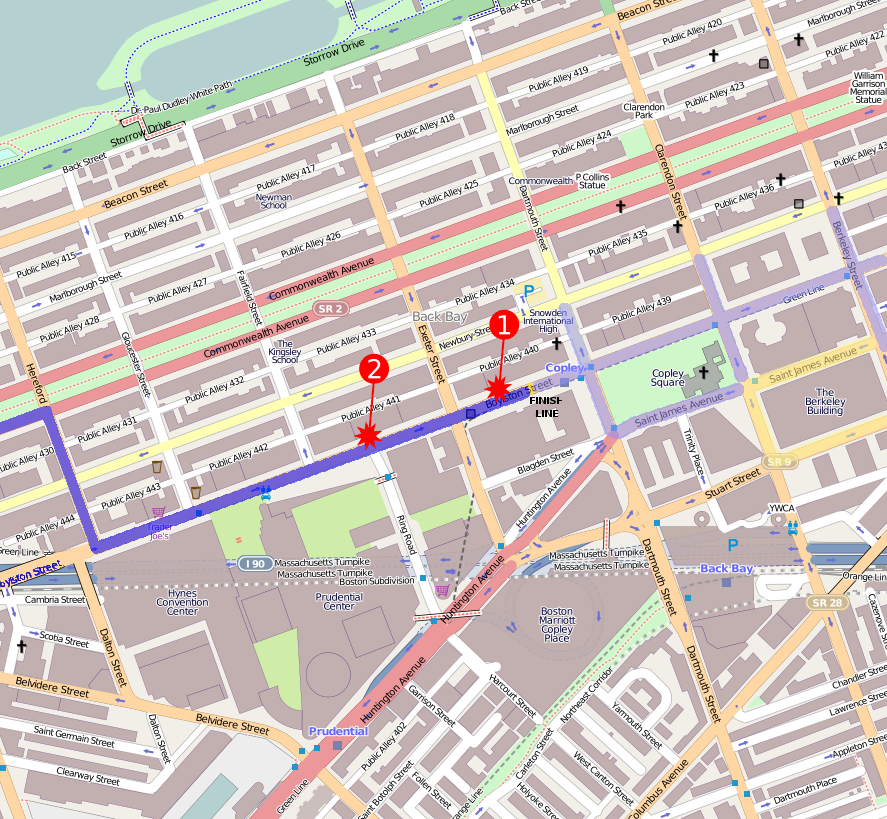
事件現場の位置

この日、ボストンでは第117回ボストンマラソンが開催されていた。ボストンマラソンはアメリカ3大市民マラソンに数えられる大会で、国内外から多くのランナーが集まっていた。そのレース中、ゴール付近のコプリー広場で2度爆発が発生、その際に3人が死亡、282人が負傷したと報じられている。
1度目の爆発はトリニティ教会などがあるコプリー広場近くのボイルストン通り671番地の「マラソン・スポーツ」前で発生し、それから12秒後にゴールから見て2ブロック、距離にして約100m離れた地点で2度目の爆発が起きた。この爆発で周辺の店舗の窓ガラスは粉々に吹き飛ばされ、ボストン公共図書館3階の窓も破壊された。現場付近には他に2つ、ないしは3つの不発弾が発見され、ボストン市警察の爆発物処理班によって処理されたと報道されたが、後に爆弾は爆発した2つのみと判明した。
事件の発生当時、ゴール付近に設置されていた記録用の時計は「4時間9分43秒」を指しており、これは前回大会で最も多くのランナーがゴールした時間帯であった。今回もトップランナーたちは2時間ほど前に現場を通過しており、後方にも多くのランナーが走行していた。
捜査当局の発表によると、爆発物はいわゆる即席爆発装置で、圧力鍋が使用されており、殺傷能力を高めるためにボールベアリングや釘などの金属片が含まれていた。また、このような攻撃が迫っていることを示す事前の兆候はなかったとしている。
公的機関の発表によると、4月16日現在で8歳男児・29歳女性・ボストン大学院生の中国人女性の3人が死亡し183人が負傷した。地元紙「ボストン・グローブ」(The Boston Globe) によると、100人以上が様々な施設で治療を受けている。22人はマサチューセッツ総合病院に、10人はボストン小児病院（Boston Children's Hospital）に、9人はタフツ・ニューイングランド医療センター（Tufts New England Medical Center）に、20人はブリガム及び婦人病院（Brigham and Women's Hospital）、20人はボストン医療センター（Boston Medical Center）に搬送されたという。少なくとも10人が手足の切断を余儀なくされた。

## アメリカ政府の対処

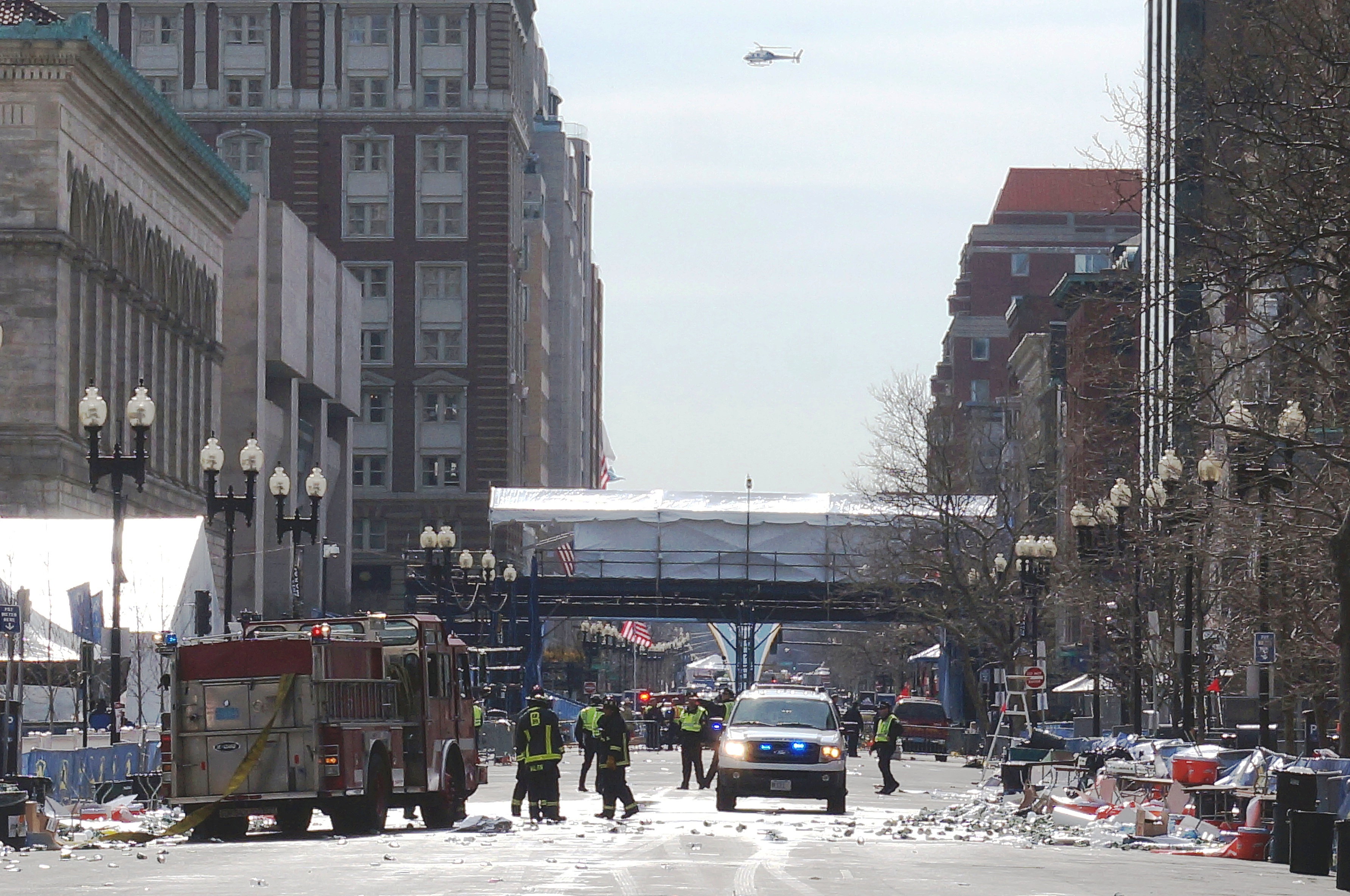
事件直後の現場の様子

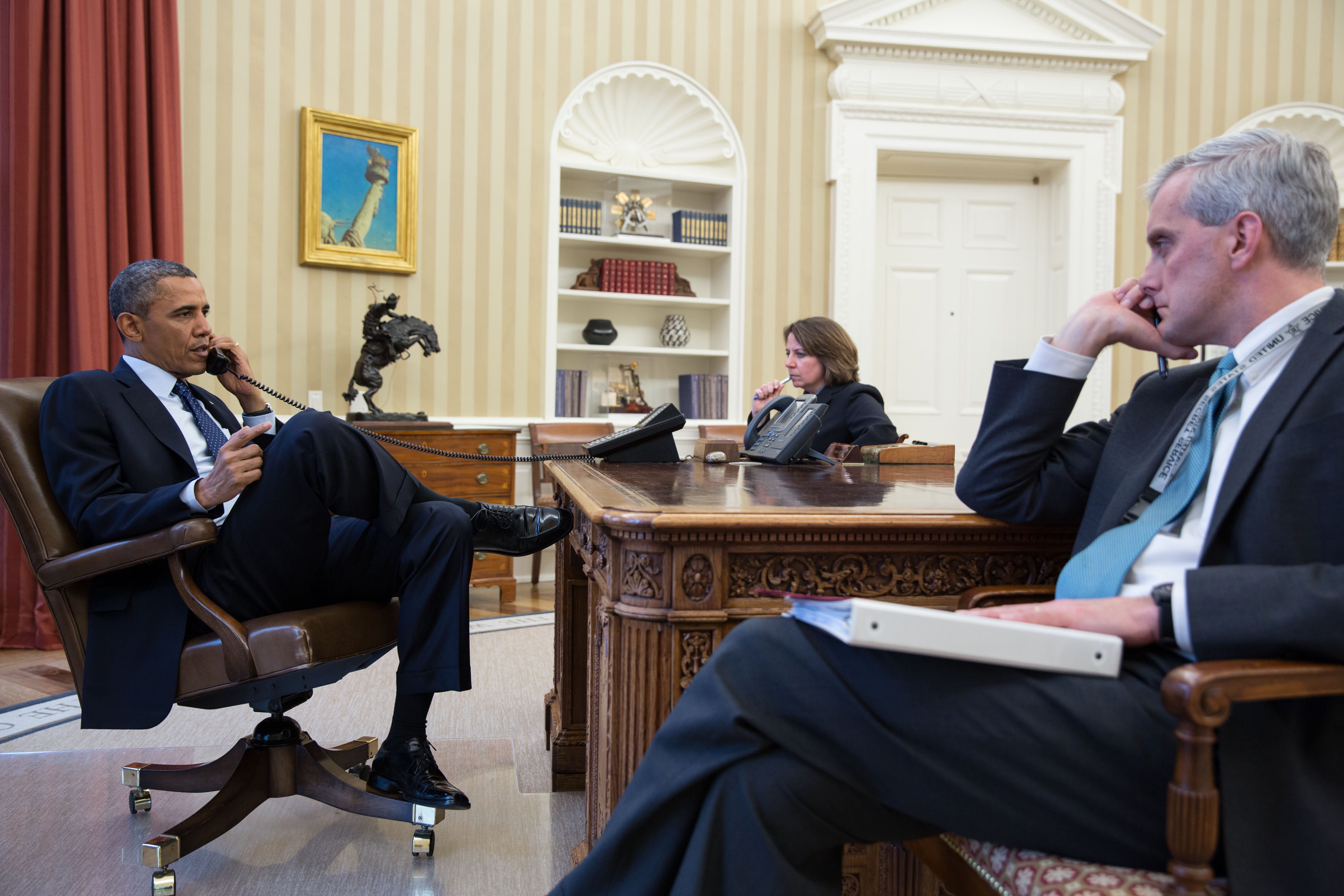
事件の連絡を受けるオバマ大統領

事件発生後すぐにマラソンは中止され、ボストン市警察は事前に取り決められていた対処計画に基づいて残っていたランナーをボストンコモン（中心部にある大きな公園）やケンモア・スクエア（ボストン大学近くにある大通り）に避難させた。ゴール近隣にあるラノックス・ホテルからも全員退避させた。警察は爆発現場周辺15区画を立ち入り禁止にした。
この事態を受けて、バスや地下鉄を運営するマサチューセッツ湾交通局（MBTA）は運行の一部を停止させ、マサチューセッツ州軍（Massachusetts National Guard）とアメリカ海軍の部隊が、地元当局を援助するために加わり、爆発物処理班が付近の捜索を行った。また、連邦航空局（FAA）は念のためボストン上空の飛行を制限し、ボストン・ローガン空港にいる飛行機には地上待機命令を発した。
事件を受けてエリック・ハンプトン・ホルダー司法長官は、事件捜査にアメリカ司法省の総力を投じるよう指示。ニューヨーク市警察は対テロ部隊の車両を主要な地点に展開させ、ホテルなどの警戒態勢も引き上げた。ワシントンD.C.でも警戒態勢が引き上げられ、ホワイトハウスで部分的に避難が行われたほか、シークレットサービスによってホワイトハウスに繋がるペンシルベニア通りが封鎖された。また、加害者は特定されていないものの、連邦捜査局（FBI）はテロ事件として捜査を進めた。
マサチューセッツ危機管理庁（Massachusetts Emergency Management Agency）は、電話が輻輳したため、近隣の人々に電子メールを使うよう呼びかけた。なお、携帯電話の回線は込み合ったものの正常に作動していた。またアメリカ赤十字は、ランナーの情報が得られるよう援助を行ったほか、ボストン市警察は家族の安否を心配している市民のためにホットラインを設置し、情報提供を行った。このほか、Googleの安否確認サービス「グーグル・パーソン・ファインダー」が「ボストン・マラソン爆発事件」（Boston Marathon Explosions）に関する災害サービスを用いて、情報を収集した。
事件の第一報を受けたバラク・オバマ大統領はホワイトハウスで緊急記者会見を行い、「誰がこのようなことを行ったのかを究明し、責任を取らせる」と声明を発した。オバマ大統領は連邦警察当局に対して「必要な支援などを行うよう」指示を発している。またアメリカ合衆国下院のジョン・ベイナー議長は、連邦議会議事堂に被害者のために半旗を掲げるように指示した。

## 影響
同日に予定されていたNHLのボストン・ブルーインズのホームゲームが延期となり、翌日に予定されていたNBAのボストン・セルティックスのホームゲームも中止となった。
また、イギリスの大きなマラソン大会であるロンドンマラソンの主催者は、マラソン自体に差し迫った脅威は無いものの、この事件を受けて警備体制を見直すことを発表した。
国際陸上競技連盟（IAAF）会長のラミーヌ・ディアックと、国際オリンピック委員会（IOC）会長のジャック・ロゲは、共にボストンでの事件に際し、テロがスポーツ競技会を標的にしたことを非難する声明を発表した。
ガーディアン紙によると、この事件によって捜査当局は過敏になってしまい、合衆国内の夫婦で夫が「リュックサック」、妻が「圧力鍋」と検索したところ、自宅に警察が事情聴取にやってきたという例がある。

## 容疑者

### 情報収集による容疑者探し
東海岸時間4月18日17時20分（日本時間19日6時20分）に行われた記者会見で、FBIが容疑者2人の写真と監視カメラのビデオを開示した。それによれば、容疑者はそれぞれバックパックを担ぎ、脇目をふらず行進している。FBIは、判別に関連した情報を一般から募集した。
両足を切断した被害者のジェフ・バウマン（Jeff Bauman）は爆弾の一つの脇にいて、意識を取り戻した際、FBIに "bag, saw the guy, looked right at me"（カバン、男を見た、私を見た）というメモを渡した。バウマンは後に容疑者の1人が爆発の2分半前にバックパックを下ろしている様子の詳細な記述を当局に提供し、判別写真の速やかな提供に貢献した。当局は後に容疑者写真の公開が「間違いなく捜査のターニングポイントだ」としている。
容疑者はFBIによって証拠の写真とビデオから容疑者1と容疑者2と呼ばれ (またはそれぞれ "black hat"（黒帽）と"white hat"（白帽）) — 爆破後に「正常でない反応を示した」犯人は止まって爆発の余波を見守り、逃げるような素振りはなく、落ち着いた様子で現場を歩いて去った。容疑者特定の協力を要請したところ、一般から大量の写真と家庭ビデオが捜査当局に提供され、当局とオンラインソーシャル・ネットワーキング・サービス（SNS）の一般人が詳細に吟味したが、SNSでは多くのデマが広がり大手メディアにまで掲載されたほか、redditによる一般人の捜査によって、赤の他人が犯人とされる事態も起こった。

### 容疑者の特定
一般からの情報に基づいて、当局は容疑者を、2002年頃に難民としてアメリカ合衆国に移住したチェチェン共和国出身の2人兄弟と断定した。
タメルラン・ツァルナエフ(Tamerlan Tsarnaev、ロシア語: Тамерлан Царнаев [ta-mer-LAN tsar-NA-yeff]
兄。1986年10月21日生まれ、事件時26歳。
技師を目指しマサチューセッツ州で評価の高い2年制のコミュニティー・カレッジで、工学専攻。
タメルランは、ボクシングでオリンピック出場を目指しており、2009年と2010年にニューイングランド・ゴールデングローブ・トーナメントに優勝、全国大会となるナショナル・ゴールデン・グローブ・トーナメントに出場を果たしていた。
ジョハル・ツァルナエフ(Dzhokhar Tsarnaev、Джохар Царнаев [dzho-KHAR tsar-NA-yeff]
弟。1993年7月22日生まれ、事件時19歳
マサチューセッツ・ダートマス大学で口腔学専攻。
捜査官は、爆弾作成をアルカイーダが、ムスリムをテロリズムに勧誘する目的で発行したとみられるオンラインマガジン『インスパイア（"Inspire" ）』から学んだものと確信している。

### 警官殺害と自動車強盗
写真の公開後、容疑者はマサチューセッツ工科大学の26歳の警備警官ショーン・コリアー(Sean Collier) を複数の銃撃によって射殺したとみられる。その様子は暗殺と表現された。コリアーは4月18日、午後10時48分マサチューセッツ工科大学キャンパスのStata Center (MITビル 32)の横に停車したパトカーに乗っていた。コリアーは近接したボストン市内のマサチューセッツ総合病院に運ばれたが、死亡が確認された。
容疑者はベンツSUVをケンブリッジで乗っ取り、ベンツの所有者にATMの使用を強要して$800（7万円相当）を奪った。容疑者は荷物をベンツに移し、もう1人の容疑者がホンダ・シビックで伴走した。被害者はATM引き出しの上限に達したあと、ガソリンスタンドから警察に連絡した。車に残った携帯電話によって、警察は所在地を特定した。車乗っ取りの犯人は被害者に、彼らがボストン爆発とMIT警官殺害を実行したと明言している。

### 銃撃戦により兄が死亡
4月19日午前0時過ぎ、ウォータータウンの警官がホンダのセダンと盗まれたベンツSUVに乗車している兄弟を発見し、ローレルアベニュー（Laurel Ave）で、兄弟と到着した警官のあいだで「猛烈な」銃撃戦が展開された。200-300発の銃弾と少なくとも1つの爆弾、それに幾つかの"粗雑な手榴弾"が使われた。兄のタメルランが銃弾を使い果たし、警官が兄を押し倒して逮捕するに伴い、弟のジョハルは盗まれたSUVを運転して警官に向けて突進し、そのためSUVはタメルランを轢いて、短距離ながら引きずった。シリアル番号を消されたルガー9mmピストル1丁が現場から検収された。
タメルランは警察によってBeth Israel Deaconess Medical Centerに運ばれ、同病院で死亡した。死因は、多数の銃創、自爆装置付きベストからの爆傷と思われる傷、およびジョハルによって轢かれた際の負傷だとされる。一方、ジョハルはSUVを乗り捨て、徒歩で逃走した。銃撃戦の際、MBTA（マサチューセッツ湾交通局）の警察官、リチャード・H・ドナヒュー・ジュニアが重症を負った。ドナヒューはMount Auburn Hospitalに運ばれ、「重体だが安定」（critical but stable condition）と診断された。

### 逃亡した弟の捜索
FBIは、ウォータータウンでの銃撃戦の最中、両容疑者の追加写真を公開した。4月19日早朝、ウォータータウンの住民たちに、リバース911通報による屋内待機が呼びかけられた。同朝、パトリック・マサチューセッツ州知事も、ウォータータウン及びその周辺地域（Allston-Brighton、ボストン、Belmont、ブルックライン、ケンブリッジ、ニュートン、ウォルサム）の住民たちに屋内退避を指示した。
ウォータータウンの20ブロック区域に非常線が張られ、戦闘装備の警官たちが一帯を捜索する間、住民たちは自宅に待機してドアの呼び鈴などに応じたりしないよう指示された。2機のブラックホーク・ヘリコプターが上空を旋回し、装甲車に乗ったSWATチームが隊列を組んで移動し、警官らが一軒一軒を調べた。現場にはFBI・国土安全保障省・マサチューセッツ州兵・ボストン市警察・ウォータータウン警察・マサチューセッツ州警察が駆けつけた。アメリカ同時多発テロ事件の発生後に組織された複数機関合同タスクフォースとしては初の大規模実地行動となった。
MBTA管轄下の全ての交通機関、ボストン地域の大部分のタクシー、ボストン発およびボストン行きのアムトラックが運営を停止した。ローガン国際空港は運営を続行した。大学・学校は閉校、多くの企業・商店や施設も営業を停止した。数千人または数万人（原文： thousands）に及ぶ警官らがウォータータウンで各建物を回る一方で他の手がかりも追った。ケンブリッジ市のツァルナエフ宅とウォータータウンの捜索を合わせ、最低7個の即席爆発装置が押収された。
両容疑者の父親が、ダゲスタン共和国マハチカラの自宅から息子に「あきらめろ。あきらめろ。おまえには明るい未来が待っているんだ。ロシアに帰って来なさい」と呼びかけるとともに、アメリカ合衆国に対しては「（ジョハルが）殺されたりしたら、大騒動になるでしょう」と警告した。メリーランド州Montgomery Villageに住む叔父（または伯父）も、ジョハルに自首するよう、テレビを通して懇願した。

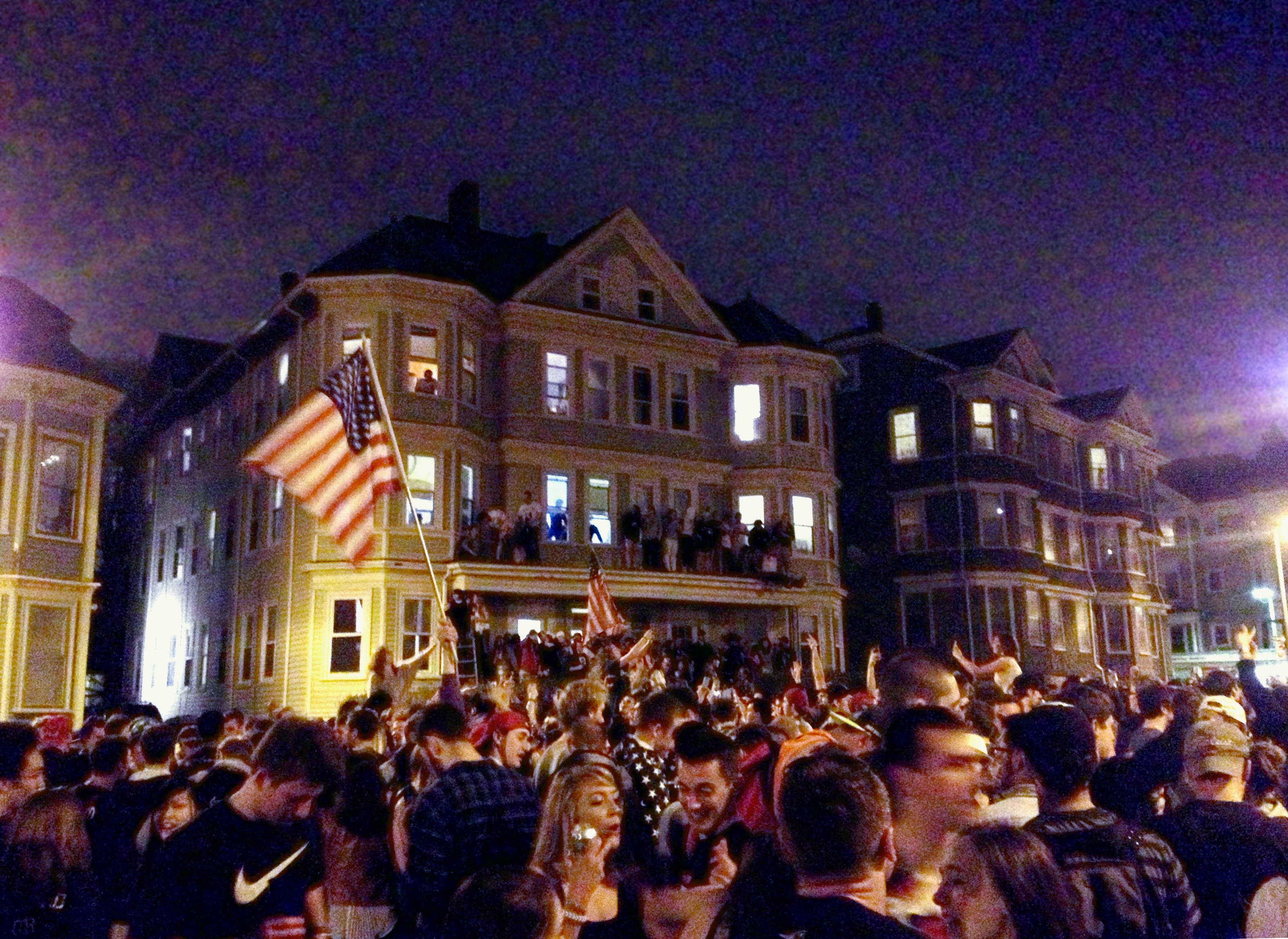
ジョハル・ツァルナエフ逮捕を祝うMission Hill地域の住人たち

### 弟の逮捕
4月19日夜、ウォータータウンのある民家の裏庭にあったボートのタープの下に隠れていたジョハルを警官たちが取り囲んだ。屋内退避命令が解除された直後、同宅の住人が外に出たところ、裏庭のボートにかけてあったタープが緩んでいることに気付き、血溜まりに横たわる体をボートの中で見つけたため、即座に警察に通報した。
マサチューセッツ州警察のヘリコプターが、前方監視赤外線熱線暗視装置を使用して、ジョハルの存在と動きを確認した。ジョハルがタープを突付くような動作を始めると、警官たちはボートに向かって大量発砲し、現場指揮官の命令によってようやく中止した。逮捕後、ジョハルが一切の武器を所持していなかったことが判明した。逮捕時刻は、現地時間（アメリカ東部標準時）午後8時42分である。
その後、Beth Israel Deaconess Medical Centerに運ばれ、頭部、首、手足に多数の銃創がある重態だと診断された。当初、首の傷は自殺未遂による銃創だと報道されたが、逮捕時に武器を所持していなかったことと、SWAT隊員による描写では切創らしいということから、爆発時の破片によるものである可能性がある。
なお、この容疑者捜索による屋内退避は、18時間近くに及んだ。

### 葬儀
タメルラン・ツァルナエフの遺体は、住民の反対運動などによりマサチューセッツ州内の墓地に埋葬することができなかった。イスラム教徒であり、火葬にすることもできなかったため海外への移送を行うことも難航。最終的にはバージニア州に居住する叔父が遺体を引き取ることとなり、地域からの反発を受けないよう同州内に搬送され速やかに墓地に埋葬されている。

### 裁判
2013年7月10日にジョハルの初公判はボストンの連邦裁判所で開かれ、4件の殺人を含む30の罪状で起訴された。ジョハルは全ての罪状について無罪を主張した。2015年4月8日に連邦陪審は全罪状に有罪を認定し、同年6月25日に連邦地方裁判所は死刑判決を言い渡した。この際ジョハルは「爆弾事件は自分が兄とともに行なったものである」とはっきり述べ、「自分が人を殺し、苦しみを引き起こしたことについて申し訳無いと思っている」と、法廷内にいた事件の被害者や遺族らに直接謝罪したが、死刑判決には控訴するものと見られている。
2020年7月31日に連邦高等裁判所は死刑を言い渡した一審の判断を破棄し、刑に相当するかどうかをめぐる量刑審理を地方裁判所に差し戻した。被告側は陪審による死刑の量刑判断が公正ではなかったと主張しており、高等裁判所の判決は陪審選定時の地方裁判所判事の陪審候補に対する質問が不十分で、被告は有罪だと予断を抱いていた人物が陪審に含まれる結果になったと指摘し、陪審選定手続きの不備を認定した。トランプ政権側は決定を不服とし上訴した。
2021年3月22日、連邦最高裁は高裁の差し戻し審理の決定を見直し、死刑判決の適用を検討する審理を決めた。
2022年3月4日、最高裁は9人の最高裁判事のうち保守派6人が賛成、3人が反対の評決で、ジョハルの死刑を破棄した高裁の判断を覆し、地裁の死刑判決を回復させる判断を示した。

## 民族的背景
容疑者のツァルナエフ兄弟はチェチェン人の血を引くキルギス出身のアメリカ人。二人の父はチェチェン人、母はアヴァール人、祖父母は世界大戦中にチェチェンを追われ、キルギスに強制移住させられた。チェチェン系であることから、イスラーム過激派の本事件への関与が一時疑われたが、FBIの捜査によればテロ組織との関連は見つからなかった。因みに、弟の名前はジョハルであるが、チェチェン独立派でチェチェン・イチケリア共和国初代大統領の名前と同じであり、独立派政権時の首都グロズヌイの公式市名はジョハル(Соьлжа-ГIала/Джохар-Гӏала/Dzhokhar-Ghala)であった。